# Oblation (Opfer)
Oblation (von spätlateinisch oblatio = Gabe, Darbringung) ist eine freiwillig dargebrachte Gabe, d. h. ein Opfer, der Gemeindemitglieder an eine Kirche oder zur Befriedigung von deren Bedürfnissen; ebenso Oblationen sind Geschenke oder Vermächtnisse an Klöster und Wallfahrtsorte und überhaupt Gaben für fromme Zwecke wie z. B. Missionen.
In den ersten christlichen Jahrhunderten bestanden die Oblationen aus Lebensmitteln, besonders Brot und Wein, welche die Christen zu ihren Liebesmahlfeiern und der damit verbundenen Abendmahlsfeier, später allein zur Feier des Abendmahls freiwillig darbrachten. Was dabei übrig blieb, wurde zum Unterhalt der Armen, Waisen und Priester benutzt. Beginnend im 12. und 13. Jahrhundert, traten an die Stelle der Oblationen andere Gaben, insbesondere Geld. Zu diesem Zweck wurde ein besonderer Kasten (das „Oblationarium“) aufgestellt, der in veränderter Form als Opferstock, Opferbüchse und Klingelbeutel weiterhin besteht, dessen Einnahmen jedoch heute nur noch zur Verwendung für die Kirche, nicht mehr für die Geistlichen, dienen. Wenn Oblationen für Klöster bestimmt waren, wurden sie oft auch in einem besonderen „Oblationshaus“ von einem Geistlichen, dem „Oblationarius“, entgegengenommen. Aus den im Mittelalter reichlichen Oblationen und deren allmählicher Umwandlung in Geldspenden entwickelten sich wahrscheinlich die Messstipendien und Stolgebühren.
In der katholischen Kirche bezeichnet Oblation auch die Darbringung bzw. Opferung von Brot und Wein durch den Priester bei der Messe.
Ebenso werden die von Laien bei diesem Messteil geopferten Gaben (Brot, Wein, Kerzen, Öl, Geld) und die bei andern Gelegenheiten, wie Taufe, Hochzeit oder Beerdigung, dargebrachten Spenden als Oblation bezeichnet.

## Stolgebühren
Die sogenannten Stolgebühren hingegen sind keine freiwillig dargebrachten Opfer, sondern Gebühren oder Vergütungen für bestimmte kirchlichen Handlungen (z. B., Taufe, Trauung, Begräbnis) und urkundliche Handlungen.